# Iwonka (film 1939)
Iwonka – planowany polski film fabularny z 1939 roku oparty na powieści Juliusza Germana. Zdjęcia do filmu nie zostały rozpoczęte. Produkcję przerwał wybuch II wojny światowej. Film miał mieć premierę prawdopodobnie wiosną 1940.
Pierwsza ekranizacja powieści miała miejsce 14 lat wcześniej – por. Iwonka.